# Водоспад Нгоньє
Водоспад Нгоньє — водоспад на річці Замбезі в західній Замбії, поблизу міста Сіома. Водоспад виникнув завдяки тим же геологічним процесам, яки призвели до утворення значно більше відомого водоспаду Вікторія за 200 км нижче за течією Замбезі: заповнена осадовими породами тріщина в базальтовій основі річища була розмита річкою, внаслідок чого створився уступ. Висотою водоспад лише від 10 до 25 м, але його ширина вражає. Водоспад має форму широкого півмісяця, який подекуди переривається скельними гольцями.
Вище водоспаду річка широка й мілка і тече вільно по піщаній полонині Бароце, але нижче починається серія бистрінь і порогів, де річка прорізує своє русло крізь базальтові ущелини.
Околиці водоспаду покриті рясною рослинністю і багаті на диких тварин, особливо в національному парку Сіома Нгвезі, що знаходиться неподалік. Слонів можна часто спостерігати на річці поблизу від водоспаду.